# Визволення Нікополя від фашистських загарбників (монета)
«Ви́зволення Ні́кополя від фаши́стських зага́рбників» — ювілейна монета номіналом 5 гривень, випущена Національним банком України. Присвячена 70-річчю вигнання нацистських окупантів з міста Нікополя Дніпропетровської області, здобутого в результаті наступальної Нікопольсько-Криворізької операції військами 3-го і 4-го Українських фронтів 08 лютого 1944 року.
Монету введено в обіг 7 лютого 2014 року. Вона належить до серії «Друга світова війна».

## Опис монети та характеристики
| Номінал грн. | Метал      | Маса, грам | Діаметр, мм. | Якість виготовлення       | Гурт     | Тираж, штук |
| ------------ | ---------- | ---------- | ------------ | ------------------------- | -------- | ----------- |
| 5            | нейзильбер | 16,54      | 35,0         | спеціальний анциркулейтед | рифлений | 20 000      |

### Аверс
На аверсі монети розміщено: угорі малий Державний Герб України та напис «НАЦІОНАЛЬНИЙ/БАНК/УКРАЇНИ»; у центрі — динамічну композицію із зображенням наступальної операції за участю танкових військ; унизу номінал — «П'ЯТЬ ГРИВЕНЬ», під ним рік карбування монети — «2014» та логотип Монетного двору Національного банку України.

### Реверс
На реверсі монети на дзеркальному тлі зображено композицію: зірка зі стрічки ордена Слави, у центрі якої напис 70/років, лаврова гілка, а також розміщено написи: «ВИЗВОЛЕННЯ НІКОПОЛЯ ВІД ФАШИСТСЬКИХ ЗАГАРБНИКІВ» (по колу) та «1944» (унизу).

## Автори

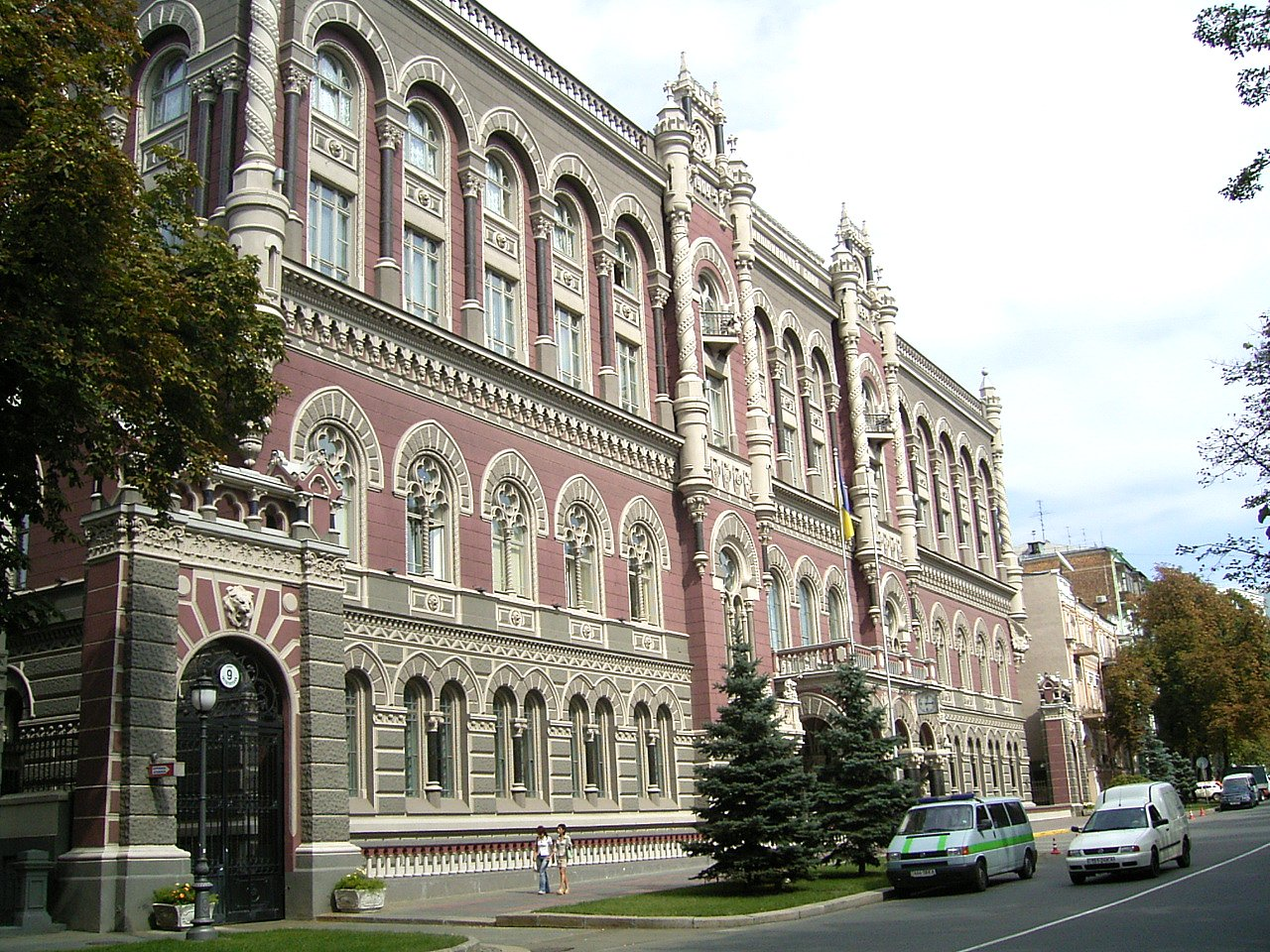
Будівля Національного банку України

- Художники: Дем'яненко Анатолій, Дуденко Світлана, Іваненко Святослав.
- Скульптори: Дем'яненко Анатолій, Атаманчук Володимир, Іваненко Святослав.

## Вартість монети
Під час введення монети в обіг у 2014 році, Національний банк України реалізовував монету через свої філії за ціною 25 гривень.
Фактична приблизна вартість монети, з роками змінювалася так:
| Рік        | 2014 | 2015 | 2016 | 2017 | 2018 | 2019 | 2020 | 2021 | 2022 | 2023 | 2024 | 2025  |
| ---------- | ---- | ---- | ---- | ---- | ---- | ---- | ---- | ---- | ---- | ---- | ---- | ----- |
| Ціна, грн. | 60   | 140  | 180  | 300  | 355  | 340  | 330  | 440  | 450  | 680  | 970  | 1 040 |